# Hélio Sousa
Hélio Filipe Dias de Sousa, noto semplicemente come Hélio Sousa (Setúbal, 12 agosto 1969), è un ex calciatore e allenatore di calcio portoghese di ruolo centrocampista.

## Carriera

### Giocatore

#### Club
Cresciuto nelle giovanili del Vitória Setúbal, ha giocato 424 partite con il club portoghese nell'arco di 18 stagioni.

#### Nazionale
Nel 1989 ha partecipato con la Nazionale Under-20 portoghese al mondiale di categoria.
Nel 1994 ha disputato la sua unica partita nelle file della Nazionale maggiore.

### Allenatore
Dopo alcune brevi esperienze sulle panchine di Vitória Setúbal e Covilhã, dal 2010 allena le nazionali giovanili del Portogallo.
Nel 2016 ha guidato la Nazionale Under-17 portoghese alla vittoria del Europeo di categoria, mentre nel 2018 ha guidato la Nazionale Under-19 portoghese alla vittoria del Europeo di categoria.

## Palmarès

### Giocatore

#### Club
- Coppa del Portogallo: 1

Vitoria Setubal: 2004-2005

#### Nazionale
- Campionato mondiale Under-20: 1

Portogallo: Arabia Saudita 1989

### Allenatore
- Campionato d'Europa Under-17: 1

Portogallo: Azerbaigian 2016
- Campionato d'Europa Under-19: 1

Portogallo: Finlandia 2018